# 月寒送信所

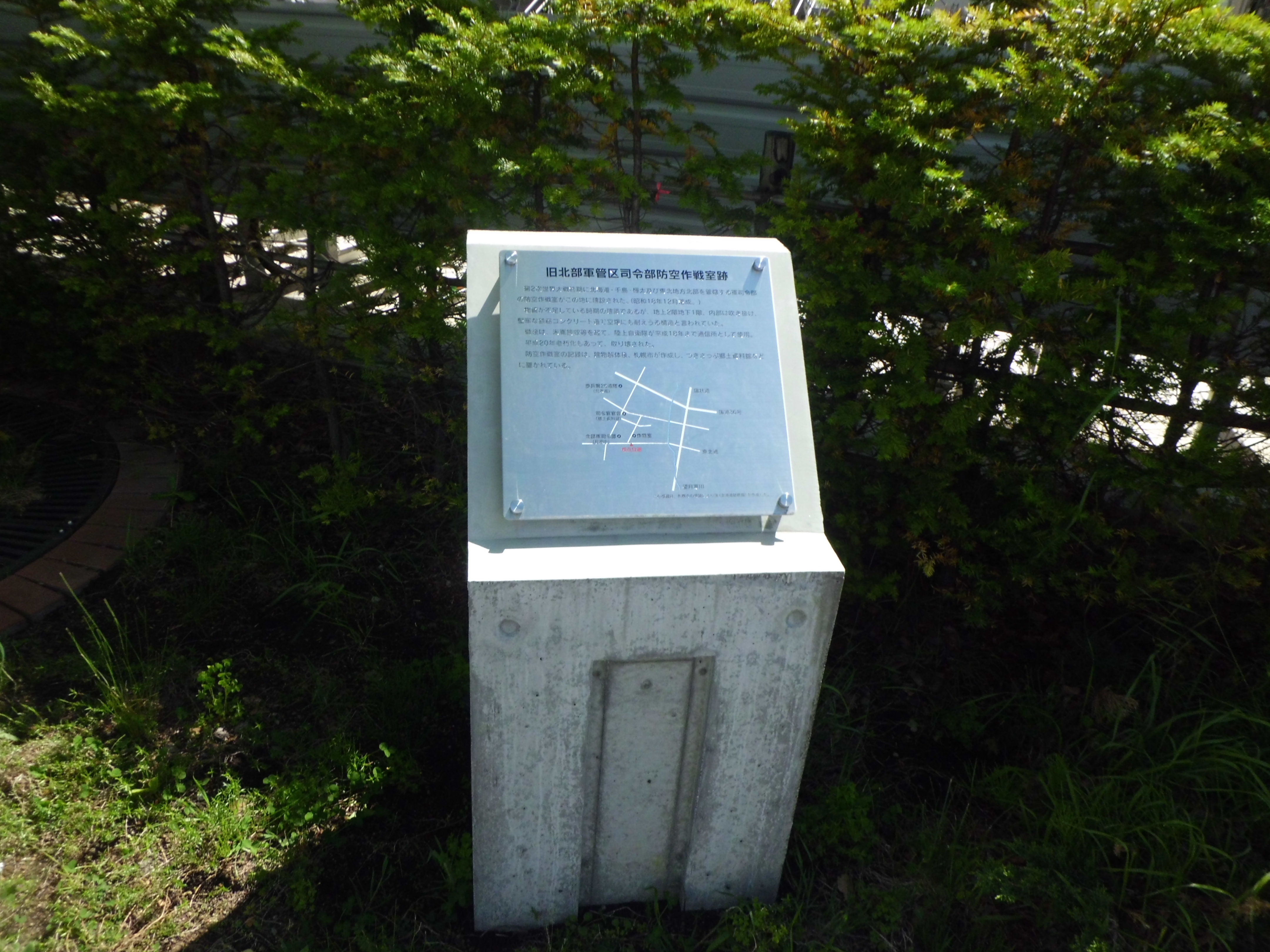
旧北部軍管区司令部防空作戦室跡

月寒送信所（つきさむそうしんじょ）は、札幌市豊平区月寒東2条1丁目に所在していた陸上自衛隊通信施設である。本項ではその前身である北部軍防空作戦室についても取り扱う。

## 北部軍防空作戦室
1940年（昭和15年）12月2日に創設された大日本帝国陸軍北部軍司令部本部の建物は、木造2階建てだった。そのためアメリカ軍の空襲に耐えられる施設が求められるようになり、1942年（昭和17年）、司令部広場の北西にコンクリート製の作戦室の建設が始まった。通常であれば3年かかる工事は、タコ部屋労働によって翌1943年（昭和18年）に完了した。
建物は地上2階・地下3階で、1トン爆弾の攻撃にも耐えうる厚さ1メートルを超える壁や二重化された耐弾構造を持ち、最深部からは司令部への地下道が延びていたらしい。当時は地上1階から地下1階までが吹き抜けになっており、正面の壁には青森県・北海道のみならず、南樺太や千島列島まで収めた巨大な地図が掲げられていた。
通信業務に当たったのは、女学校卒業後に集められた女子挺身隊約280名で、3交替による24時間体制だった。通信隊員の操作によって地図上の情報入手箇所のランプが点灯し、参謀らがそれを見ながら作戦を練ったという。

## 月寒送信所
戦後は北部方面隊札幌駐屯地飛び地という扱いになっており、国有財産台帳上、陸上自衛隊札幌駐屯地月寒送信所の名称が与えられた。送信所のみの陸上自衛隊通信所、ついで通信士の教育施設として使われていたが、末期は施設警備のための人員が派遣されているだけであった。
札幌市に現存する貴重な戦争遺跡であることから保存運動の声が上がっていたが、2007年（平成19年）11月26日に一般公開した後、2008年（平成20年）1 - 2月に取り壊された。
跡地には国家公務員宿舎が建っている。なお、当送信所閉鎖後の通信機能は真駒内駐屯地に移転している。